# Мороз, Андрей Калинович
Андрей Калинович Мороз (1910 год, село Вербовое, Бердянский уезд, Таврическая губерния, Российская империя — 2 марта 1992 года) — комбайнёр Урало-Илекской МТС Илекского района Чкаловской области. Герой Социалистического Труда (1957).

## Биография
Родился в 1910 году в бедной крестьянской семье в селе Вербовое Бердянского уезда (сегодня — Запорожская область, Украина). Позднее его родители переехали в Оренбургскую губернию. В возрасте восьми лет стал сиротой. Воспитывался у своих старших братьев, проживавших в селе Берёзовка Бурлинского района. Получив начальное образование, трудился в сельском хозяйстве. Во время коллективизации был одним из организаторов колхозов в Илекском районе. В 1933 году окончил курсы механизации, после которых трудился трактористом в одном из колхозов Шкотовского района, потом — механизатором, бригадиром тракторной бригады Урало-Илекской МТС. Во время Великой Отечественной войны трудился комбайнёром в Урало-Илекской МТС.
Занимал передовые места в районном и областном социалистическом соревновании. В 1956 году, применив сцепку из двух комбайнов, намолотил 18804 центнеров зерновых с посевной площади в 1194 гектаров. Указом Президиума Верховного Совета СССР от 11 января 1957 года «за особые заслуги в освоении целинных и залежных земель, успешное проведение уборки урожая и хлебозаготовок в 1956 году» удостоен звания Героя Социалистического Труда с вручением Ордена Ленина и золотой медали Серп и Молот.
Неоднократно участвовал во Всесоюзной выставке ВДНХ.
В 1970 году вышел на пенсию. Скончался в марте 1992 года.
Награды
- Герой Социалистического Труда
- Орден Ленина
- Медаль «За доблестный труд в Великой Отечественной войне 1941—1945 гг.»
- Медаль «За трудовую доблесть» — дважды (25.04.1951; 16.06.1952)
- 4 медали ВДНХ